# Death Magnetic
Death Magnetic este a nouălea album de studio al formației americane de heavy metal, Metallica. Albumul a fost lansat pe 12 septembrie 2008 de către casa se discuri, Warner Bros. Records. Este și primul album în care apare noul basist al trupei, Robert Trujillo, precum și primul album produs de Rick Rubin.
Din punct de vedere muzical, Death Magnetic este o îndepărtare radicală de albumul anterior al lui Metallica, St. Anger (2003) și este considerat o revenire la rădăcinile thrash metal-ului trupei, cu compoziții mai complexe, reglaj standard la chitară pe majoritatea melodiilor și solo-uri de chitară lungi de la Kirk Hammett și James Hetfield. Acesta include, de asemenea, primul instrumental al trupei („Suicide & Redemption”) de la „To Live is to Die” din …And Justice for All.
Death Magnetic a făcut din Metallica prima trupă care a obținut cinci albume de studio pe locul 1 consecutiv în topurile Billboard 200 din Statele Unite. Albumul a primit recenzii pozitive, dar producția sa a fost criticată pentru că este supracomprimată și citată ca un produs al zgomotului războiului. Albumul și melodiile sale au fost nominalizate la șase premii Grammy (cinci în 2009 și unul în 2010) și au câștigat trei, inclusiv „Cea mai bună performanță metalică” pentru piesa „My Apocalypse”. Pentru promovarea albumului, Metallica a pornit în Turneul World Magnetic din octombrie 2008 până în noiembrie 2010. Albumul a fost disponibil și ca conținut descărcabil pentru seria de jocuri video Guitar Hero, fără compresia excesivă asociată zgomotului războiului.

## Lista pieselor
Toate versurile aparțin lui James Hetfield, muzica fiind compusă de toți membrii formației: James Hetfield, Lars Ulrich, Kirk Hammett, Robert Trujillo.
1. That Was Just Your Life - 7:07
2. The End of the Line - 7:51
3. Broken, Beat & Scarred - 6:25
4. The Day That Never Comes - 7:55
5. All Nightmare Long - 7:57
6. Cyanide - 6:39
7. The Unforgiven III - 7:45
8. The Judas Kiss - 8:00
9. Suicide & Redemption - 9:56
10. My Apocalypse - 5:00

## Personal
Metallica
- James Hetfield - voce, chitară ritmică, solo de chitară la piesa „Suicide & Redemption”
- Kirk Hammett - chitară principală
- Robert Trujillo - chitară bas
- Lars Ulrich - tobe

Muzicieni suplimentari
- David Campbell - orchestrare pe melodia „The Unforgiven III”

Producție
- Rick Rubin - producție
- Greg Fidelman - inginerie, mixing, înregistrare
- Andrew Scheps - mixing
- Mike Gillies - înregistrare suplimentară
- Ted Jensen - mastering
- Dan Monti - editare digitală